# Valmir Sulejmani
Valmir Sulejmani lub Valmir Sylejmani (ur. 1 lutego 1996 w Großburgwedel) – niemiecki piłkarz pochodzenia kosowskiego, członek niemieckiej reprezentacji U-17, albańskiej U-21 oraz kosowskich reprezentacji U-21 i seniorskiej.